# Marquesado de Villasegura
El Marquesado de Villasegura es un título nobiliario español del Reino de Aragón, creado por Felipe V, concedido el 6 de enero de 1703 en favor de Antonio Blanco y Godino, por el mérito de su padre Antonio Blanco y Gómez, Regente de la Chancillería de Aragón, de la Real Audiencia de Zaragoza y Honorario del Supremo Consejo de Aragón.
Villasegura es el nombre de una pardina despoblada junto a Monrepós en la provincia de Huesca.
La Real Disposición inicial de concesión del título dice lo siguiente:   

«Atendiendo a los dilatados servicios y méritos del Regente D.Antonio Blanco, al que está continuando en el empleo que ejerce en este Reino, y a la entera satisfacción mia, con que ha manifestado su celo en las últimas Cortes que se abrieron en él, esforzando cuanto ocurrió a mi servicio:

He venido en hacer merced a D.Antonio Blanco y Godino, su hijo, de Título Marqués, o Conde en este Reino de Aragón, a su elección para su persona, herederos y sucesores, perpetuamente. Téndrase entendido en este Consejo para darle el Despacho necesario a su cumplimiento.»
En Mallen, a 6 de enero de 1703. Nos Philipus

## Marqueses de Villasegura
|                       | Titular                                    | Periodo               |
| Creación por Felipe V | Creación por Felipe V                      | Creación por Felipe V |
| --------------------- | ------------------------------------------ | --------------------- |
| I                     | Antonio Blanco y Godino                    | 1703-17xx             |
| II                    | Antonio Blanco y Abarca                    | 17xx-1776             |
| III                   | Antonio Blanco y Oña                       | 1776-17xx             |
| IV                    | José Blanco y Oña                          | 17xx-1787             |
| V                     | Mariana Blanco y Oña                       | 1735-1806             |
| VI                    | Joaquín Ferrer y Blanco                    | 1773-1843             |
| VII                   | Joaquín Ferrer y Latorre                   | 18xx-1871             |
| VIII                  | Imeldo Seris-Granier y Blanco              | 1883-1904             |
| IX                    | Manuel Seris-Granier y Ramírez de Arellano | 1909-1938             |

### I Marqués de Villasegura. Antonio Blanco y Godino.
Hijo de Antonio Blanco y Gómez, fue el primer Marqués de Villasegura. Nació en 1674 en Zaragoza. Fue Gobernador Militar de Aragón y Coronel del Regimiento Aragón en 1711. Se le concedió el título de Marqués de Villasegura, en memoria de su padre y por los servicios prestados por el mismo, por el rey Felipe V en 6 de enero de 1703. Contrajo su matrimonio el 13/01/1695 con María-Victoria Abarca López-Fernández de Heredia, Baronesa de Gavín, nacida en Huesca y bautizada en su Catedral el 11/10/1670, de la que nació su sucesor Antonio Blanco y Abarca.
Su hermano, Melchor Blanco y Godino, es el que funda en Canarias la rama de los Blanco de la que proviene la madre de Imeldo Serís-Granier y Blanco, VIII Marqués de Villasegura.

### II Marqués de Villasegura. Antonio Blanco y Abarca.
Nació el 16/10/1701. Médico, Regidor perpetuo y Padre de Huérfanos de Zaragoza, casado en 03/11/1728, con la oscense María-Francisca de Oña San Juan y Felices, de cuyo enlace nacieron Mariana, Antonio y José, por quienes sucesivamente pasó el título en cuestión. Fallece en 1776. 

### III Marqués de Villasegura. Antonio Blanco y Oña.
Caballero noble domiciliado en la ciudad de Huesca. Solicita el título de Marqués de Villasegura por fallecimiento de su padre en octubre de 1776, concediéndosele y pasando por tanto a ser el III Marqués. Era vecino de Villafranca y residía en Zaragoza. Casó con Ana Iñiguez y Villanueva, no teniendo descendencia, por lo que el título paso a su hermano José, que se convertiría así en el IV Marqués. 

### IV Marqués de Villasegura. José Blanco y Oña.
Hermano del anterior. Murió soltero en 1787, por tanto, sin descendientes. Pasa el título a su hermana Mariana. 

### V Marqués de Villasegura. Mariana Blanco y Oña.
Nació el 18 de noviembre de 1735 en Teruel. Contrajo matrimonio el 8 de mayo de 1755 en Rubielos de Mora (Teruel) con Joaquín Ferrer i Ruiz  Tonda-Serret  (1731-1787) y pasó a residir en dicha Villa, en la Casa de los Tonda-Serret que pasó a llamarse Palacio de los Marqueses de Villasegura y donde se encuentra la capilla de la virgen del Pilar.
De este matrimonio nacieron: María Joaquina (1756-1766), Antonio Joaquín (1758-1766), Manuel Melchor (1760-1760), Ramón Mariano (1760-1760), María Pilar (1763), Rafaela Tadea (1765), Clara Joaquina (1767), Maria Francisca Benita (1769-1770), Manuela Ramona (1770-1772), Joaquín Mariano (1773-1843), María Ana Florentina (1775), Timoteo José (1777) y Mariano Remigio (1780). 
Falleció de una pulmonía el 18 de noviembre de 1806 en Rubielos de Mora (Teruel), fue sepultada con el hábito de Nuestra Señora de los Dolores en el carneario propio, en la Capilla de San Salvador.

### VI Marqués de Villasegura. Joaquín Mariano Eloy Benito Ferrer y Blanco.
Nació el 1 de diciembre de 1773 en Rubielos de Mora (Teruel) fue su padrino D. Joaquín Sánchez de Cutanda. Con él se extinguió el apellido paterno de la familia de los Blanco. Durante la Guerra de Independencia fue soldado distinguido del Batallón de Voluntarios de Aragón y maestro de postas de su majestad el Rey. Solicita al Rey la Real Carta de Sucesión que le es otorgado, convirtiéndose en el VI Marqués de Villasegura. Contrajo matrimonio con Manuela Latorre y Osset, vecina al igual que él de Zaragoza, falleciendo ya viudo el 5 de julio de 1843. De este matrimonio sólo hubo un hijo, Joaquín Ferrer y Latorre.

### VII Marqués de Villasegura. Joaquín Ferrer y Latorre.
Nació el 26/08/1820. Consecuentemente, Joaquín Ferrer y Latorre se convierte en el VII Marqués de Villasegura sin sensación de continuidad, dado que era soltero y de avanzada edad. Fallecido en Madrid sin sucesión el 28/05/1871. La concesión del mismo se efectúa a través de la Real Cédula de Isabel II de fecha 24/12/1871. Joaquín Ferrer también poseía el título de Marqués de Montemuzo.

### VIII Marqués de Villasegura.Imeldo Serís-Granier y Blanco.

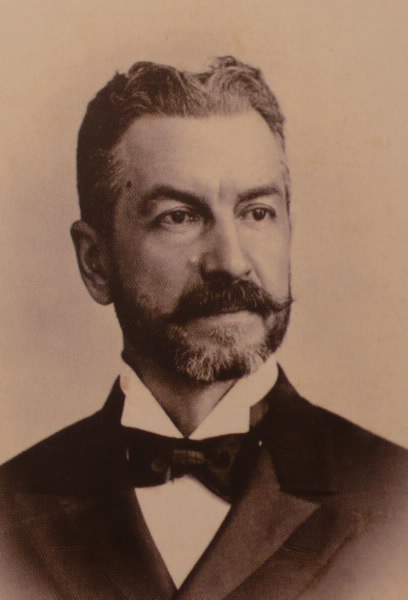
Imeldo Serís-Granier y Blanco

Nació el 29/08/1848 en Santa Cruz de Tenerife. Fue Jefe Real de la Casa de Isabel II, Gentil Hombre de Cámara con Ejercicio nombrado por Alfonso XII y Diputado Tinerfeño en las Cortes de España. Participó en la Guerra de los Diez Años en Cuba. Por Real Carta de sucesión de 1883 fue VIII Marqués de Villasegura. Murió el 16/11/1904 en Madrid sin descendencia.

### IX Marqués de Villasegura. Manuel Serís-Granier y Ramírez de Arellano.
Marqués de Villasegura por Real Carta del Rey de 27 de febrero de 1909. Sobrino de Imeldo Serís-Granier y Blanco. Nacido en La Habana el 03/11/1880. Contrajo matrimonio el 25/05/1905 con María Dolores Sostoa y Erostarbe en San Fernando (Cádiz), llegando en su carrera militar a Teniente Coronel de Infantería de Marina. Vivió en la Calle Real 175. Falleció en Cádiz el 11/09/1938.